# Troubridge Point
Troubridge Point är en udde i Australien. Den ligger i kommunen Yorke Peninsula och delstaten South Australia, omkring 88 kilometer väster om delstatshuvudstaden Adelaide.
Trakten är glest befolkad. Närmaste större samhälle är Yorketown, omkring 18 kilometer norr om Troubridge Point.